# Niccolò Ciminello di Bazzano
Niccolò Ciminello di Bazzano, o Cola di Angeluccio di Ciminello (Bazzano, 1350 circa – L'Aquila, 1430 circa), è stato uno scrittore italiano.
Fu cronista abruzzese in poesia latina, autore di un poema che si inserisce nel filone delle cronache aquilane.

## Biografia
Nacque probabilmente a Bazzano verso la metà del XIV secolo. Al tempo dell'assedio portato alla città da Braccio da Montone (2 giugno 1424), la cosiddetta guerra braccesca, egli ricopriva una magistratura cittadina. Nella sortita che gli aquilani portarono agli assedianti, ormai quasi sul punto di vincere, egli portava il vessillo del quartiere di Santa Maria di Paganica.
Si conserva un suo testamento datato 1412, attraverso il quale conosciamo i nomi della moglie (Giusta) e dei figli (Benedetto e Angelo). Certamente era già morto nel 1438, come attestato da un documento di quell'anno nel quale è ricordato come defunto.

## La Cronaca sulla guerra braccesca
Scrisse un poema proprio sulla guerra braccesca (1423-1424), in ottava rima e in undici canti, ciascuno di oltre 40 stanze. Il suo dialetto è più forbito che in Buccio di Ranallo ed Antonio di Boezio, a indicare forse un discreto livello culturale e la conoscenza dei maggiori poeti, testimoniata forse anche da questi versi introduttivi:
Il poema del Ciminello era stato a lungo creduto di autore incerto. Il primo ad indicare lui come probabile autore fu Girolamo Rivera e a questa opinione aderì anche Anton Ludovico Antinori che pubblicò l'opera nel sesto volume delle Antichità italiane del Medio Evo di Ludovico Antonio Muratori. In un momento successivo, dopo che era avvenuto il ritrovamento del manoscritto originale, lo stesso Antinori considerò del tutto acclarata l'attribuzione e diede conto di questa certezza in una nota in coda all'opera.

### Rielaborazioni in prosa latina
In seguito venne utilizzato da Angelo Pico Fonticulano, che verso la metà del XVI secolo lo tradusse in prosa latina con il titolo di Bellum Braccianum (o De bello Bracciano). Quest'opera fu poi ripubblicata nel 1630 per l'editore Cacchi dell'Aquila e nel XVIII secolo da Pietro Burmanno, che la inserì nella sua grande collezione degli scrittori di cose italiane.